# 顾毓珍
顾毓珍（1907年3月9日—1968年7月27日），字一真，英文名Eugene Chen Koo，男，江苏无锡人，中国化工学家，教育家。在美国留学期间，曾是麻省理工学院中国留学生同学会会长、中国工程师学会美洲分会会长、中国化学工程学会创始人之一。1933年回中国后，曾先后担任南京工业试验所任室主任、所长，兼任麻省理工学院南京校友会副会长。中华人民共和国成立后，曾先后担任同济大学、复旦大学、华东化工学院教授。因在“文化大革命”中被说成是“特务”，受到刑讯逼供。被“专案组”连续毒打三天之后，于1968年7月27日，在华东化工学院（现华东理工大学）不幸去世。

## 生平

### 家世
1907年3月9日，顾毓珍生於江蘇无锡虹桥湾的一個名門望族之家。
1921年，顾毓珍由无锡辅仁中学考入清华学校。清华六年间，教育德智体并重、教育方法富于启发性。許多名师的传授指导，让他受益匪浅。当时教授物理的有叶企孙、梅贻琦，教授化学的有杨光弼、赵学海、高崇熙。顾毓珍对化学产生浓厚兴趣，得力于赵学海先生。
1927年，顾毓珍进入美国麻省理工学院习化学工程。当时的麻省理工学院化学工程科与许多工厂有实习关系，学生毕业论文可以在实习工厂中完成。顾毓珍先后在造币厂、钢铁厂、煤气厂、硫酸厂实习，完成学位论文《硫铁矿燃烧之研究》，于1929年获科学学士学位。
1929年秋，他在麻省理工学院研究院继续攻读博士学位，在当时的美国化学工程学权威W.H.McAdams教授指导下从事“流体之流动及传热问题”的研究，测定圆管中的流体速度分布和温度分布。1930年，顾毓珍发起了“中国化学工程学会”。1932年，顾毓珍以論文題目博士论文《A study on flow of fluids during isothermal and nonisothermal flow》（流体在等温和非等温流动状态下之研究）获科学博士学位。他在博士论文中提出流体在圆管内流动时的摩擦系数与雷诺数的关联式，研究成果发表在《美国化学工程师学会丛刊》上，之后又被编入J.H.Perry主编的《化学工程师手册》及W.H.McAdams教授所著《传热学》书中，称之为“顾氏公式”，获得国际学术界公认。该公式理论基础可靠，便于实际应用，是中国科学家早期在化学工程学科领域的贡献之一。
1933年，顾毓珍學成回国后，担任南京工业试验所办公室主任，后经举荐为麻省理工学院南京校友会副会长。
1938年，随南京中央工业试验所迁往四川。1947年调北平筹建工业试验所，1948年被任命为北平工业试验所所长。1949年中华人民共和国成立后，他担任上海同济大学化学系教授，讲授化工原理和工业化学课程，另外兼任复旦大学、沪江大学、江南大学教授，讲授化工原理、油脂化学、油脂工业课程。

## 家族
祖父顧維楨以藥房經商，也是一位書法家，祖母是宋朝詞人秦觀後裔，与原全国政协副主席钱正英的外祖父是亲兄妹。外祖父是大書法家王羲之後裔，也是一個學者和書法家。
顧毓珍的父親顧賡明毕业于保定法政学堂，曾在山东省财政厅任职，后全家迁回原籍无锡虹桥湾。父親頗具新思想，崇尚讀書，將其子女全部送入新式學堂求學，但不幸於35岁时，因感染了猩红热而英年早逝。母親王鏡蘇（字誦芬）堅韌剛毅，卓見開明，含辛茹苦，她不但將自己的6子1女撫養成人，而且還造就了顧家滿門俊秀，她的五個兒子都獲得了博士學位: 顧毓琦（德國漢堡大學博士）、顧毓琇（美國麻省理工學院博士）、顧毓瑔（美國康乃爾大學博士）、顧毓珍（美國麻省理工學院化学工程博士）、顧毓瑞（台灣文化大學博士）五兄弟。其中，顧毓琇成就最大，因此，在無錫素有「一門五博士、毓琇稱翹楚」之佳話。

## 著作
- 顾毓珍. 湍流传热导论. 上海：上海科学技术出版社，1964
- 张洪沅，丁绪淮，顾毓珍编著. 化学工业过程及设备. 北京：中国工业出版社，1957